# Lot-et-Garonne
 (mars 2022).
Si vous disposez d'ouvrages ou d'articles de référence ou si vous connaissez des sites web de qualité traitant du thème abordé ici, merci de compléter l'article en donnant les références utiles à sa vérifiabilité et en les liant à la section « Notes et références ».
Le Lot-et-Garonne (/lɔ.t‿e.ga.ʁɔn/, ou /lɔ.t‿e.ga.ˈʁɔ.nə/ localement) est un département français. Il se trouve en région Nouvelle-Aquitaine, en Guyenne, pour la rive droite de la Garonne et en Gascogne pour la rive gauche. Son nom vient de deux cours d'eau : le Lot et la Garonne. L'Insee et La Poste lui attribuent le code 47. Sa préfecture est Agen.

## Histoire

Carte du département du Lot-et-Garonne 1790

Le département de Lot-et-Garonne est formé en 1790. Le chef-lieu est partagé entre les communes d'Aiguillon et d'Agen, avant de revenir définitivement à cette dernière. Pour créer le nouveau département de Tarn-et-Garonne en 1808, le département est amputé des cantons de Montaigu-de-Quercy, de Bourg-de-Visa, de Valence d'Agen et d'Auvillar.

Le Lot-et-Garonne et les provinces et pays qui occupaient son territoire avant la Révolution :
Agenais
Bazadais
Condomois
Armagnac
Périgord

Jusqu'au 31 décembre 2015, le Lot-et-Garonne faisait partie de l'ancienne région Aquitaine ; il fait désormais partie de la région Nouvelle-Aquitaine.

## Emblèmes

### Blason
| Blason | Blasonnement : « Écartelé : au un, de gueules à une aigle d’argent volant de profil et tenant de ses pattes un listel de même sur lequel est écrit Agen en lettres capitales de sable, posée à dextre, et une tour d'or couverte en pavillon de trois pierres girouettées de même, à senestre (Agen) ; au deux, de gueules à quatre tours crénelées d'argent, maçonnées de sable, posées en croix et confrontées par les pieds entre lesquelles est posée une croix potencée aussi d'argent, au chef d'azur chargé de trois fleurs de lis d'or (Marmande) ; au trois, d’azur à un soleil d’or (Nérac) ; au quatre, d'azur à un pont de cinq arches posé sur une rivière d'argent, surmonté de trois tours ajourées de sable, celle du milieu plus haute, le tout d'argent (Villeneuve-sur-Lot). » Commentaires : adopté officiellement en 2003. |

## Géographie

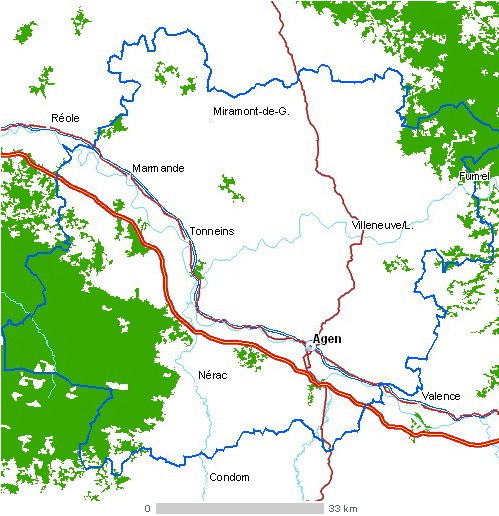
Carte de Lot-et-Garonne.

Le département de Lot-et-Garonne fait partie de la région Nouvelle-Aquitaine. Il est limitrophe des départements du Lot, de Tarn-et-Garonne, du Gers, des Landes, de la Gironde et de la Dordogne.

Paysages du Lot-et-Garonne :
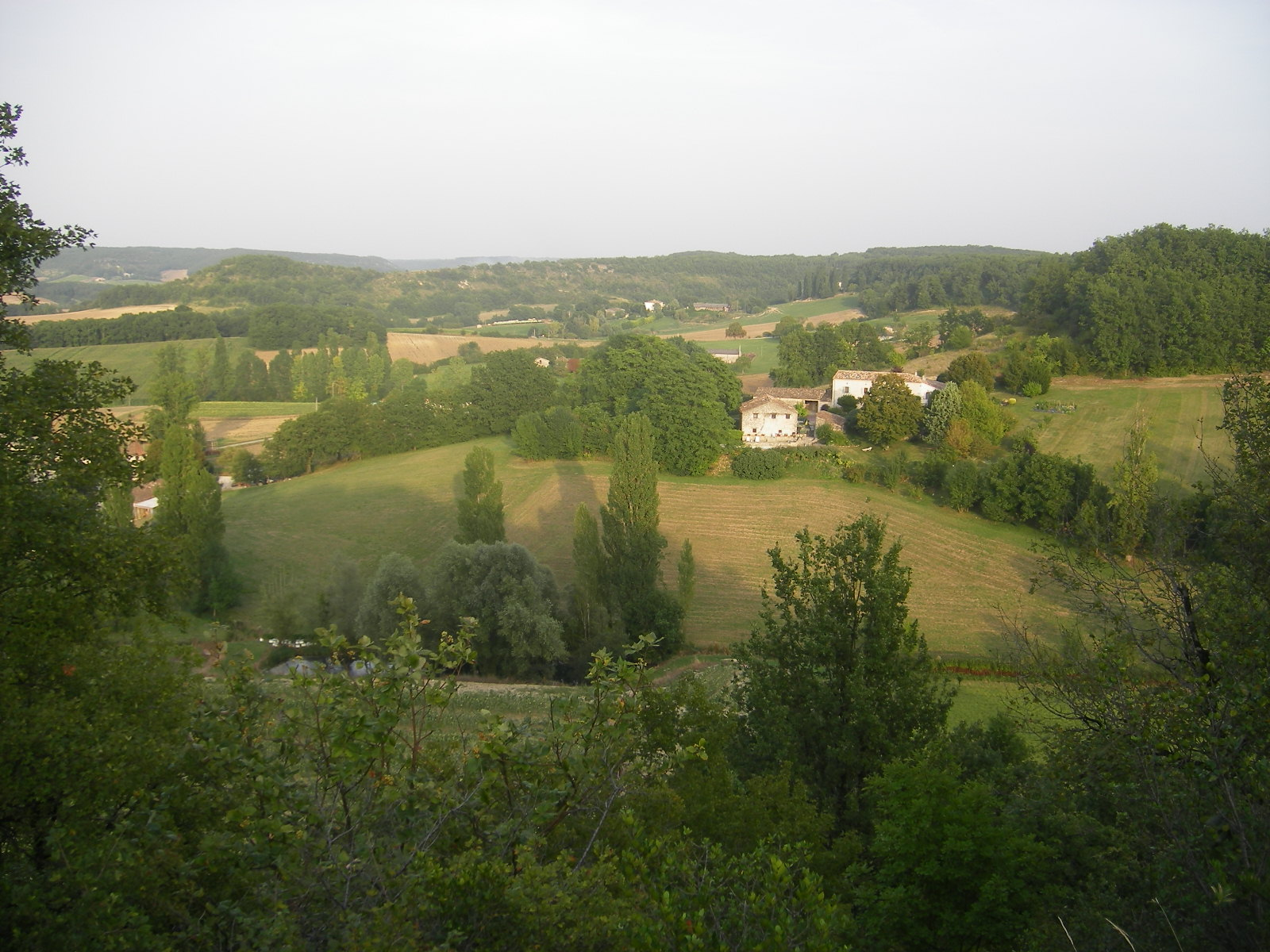
Tournon-d'Agenais à l'est.
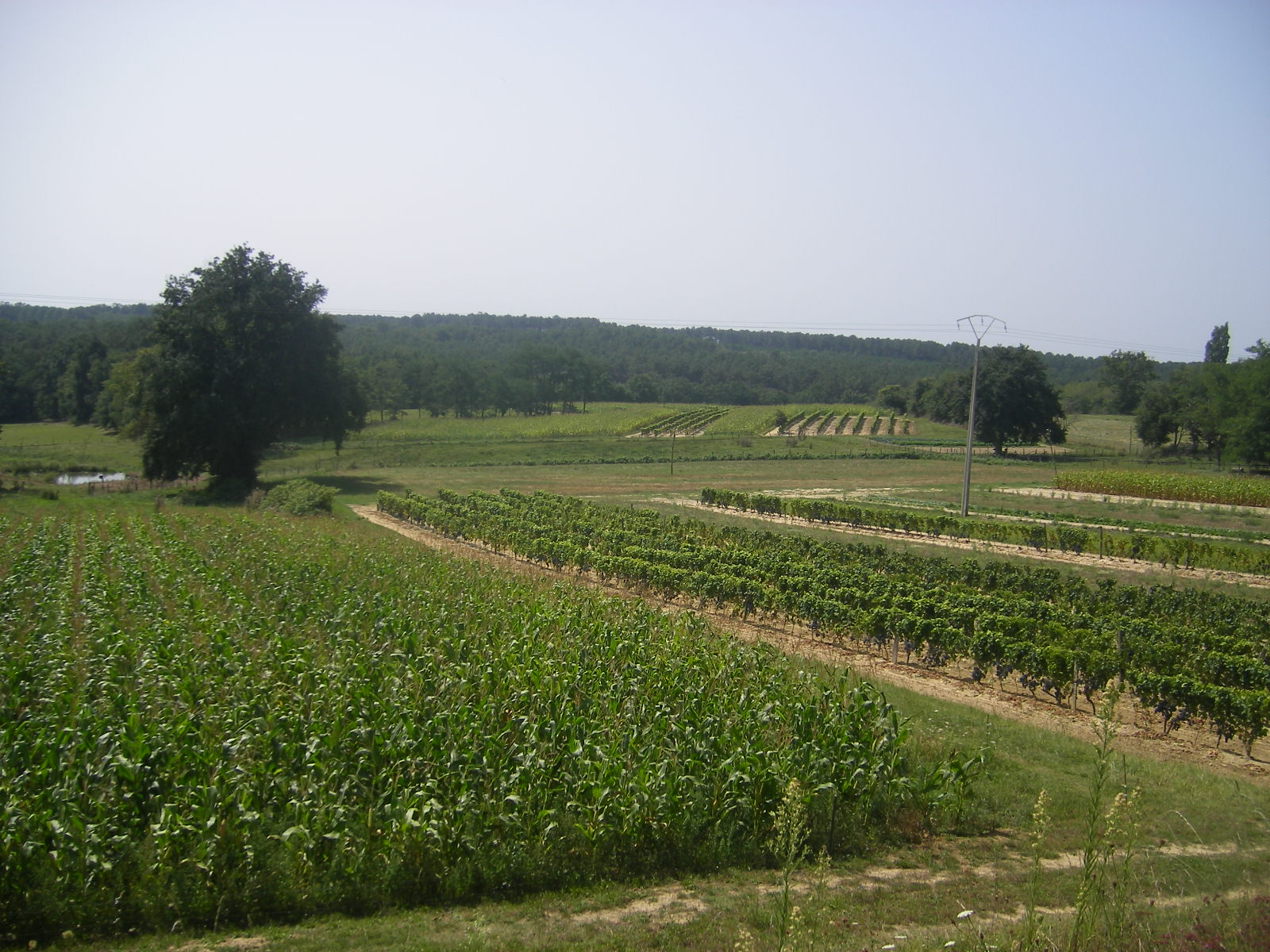
Entre Grignols et Casteljaloux, dans l'ouest.
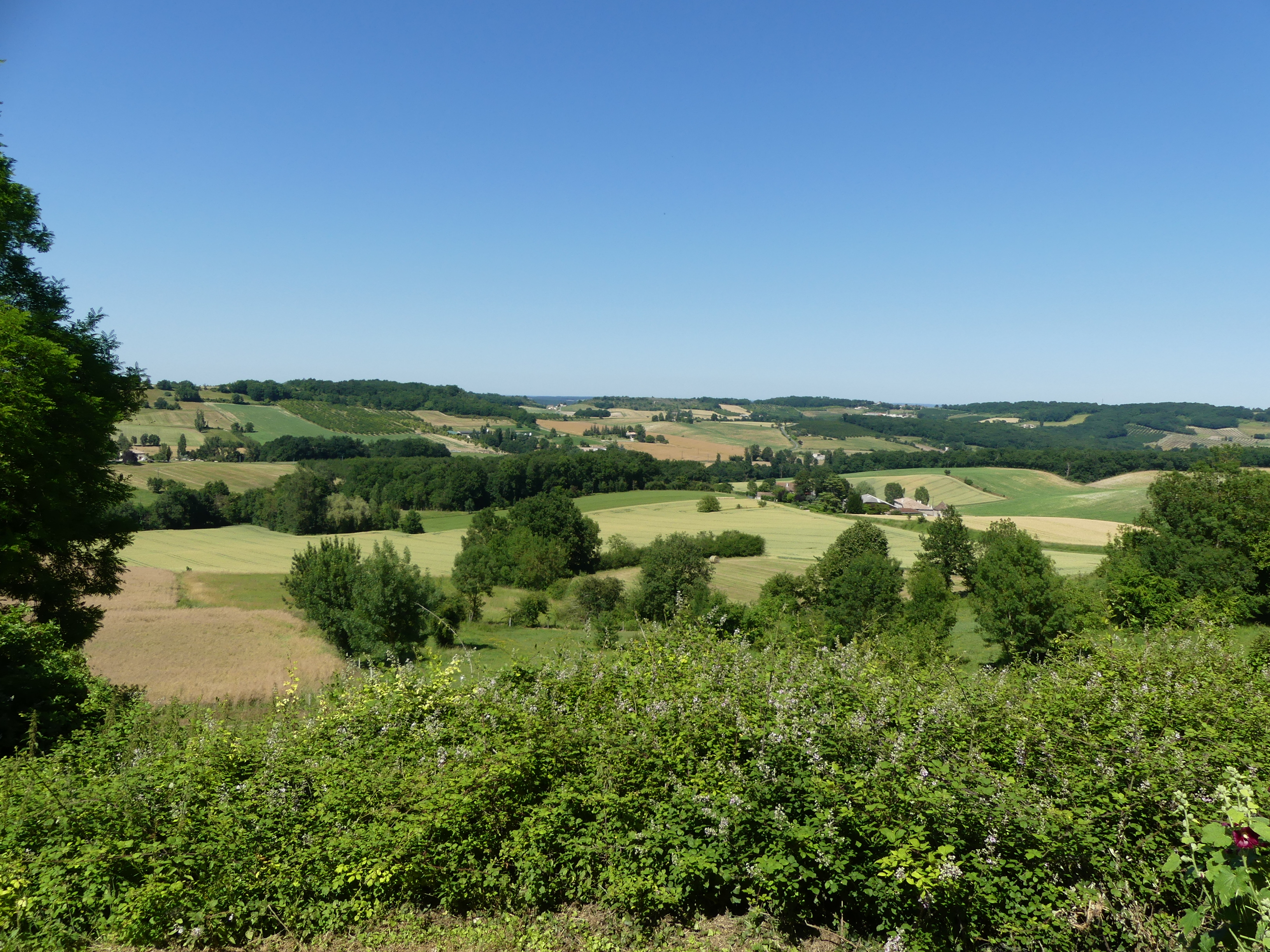
Castelnaud-de-Gratecambe dans le nord-est.

### Relief
Dans l'ensemble, le milieu naturel lot-et-garonnais présente des modelés assez doux en raison de la nature des terrains géologiques qui le constituent. La vaste zone de plateaux qui couvre moins de 400 000 ha est composée de terrains d'origine marneuse ou mollassique et de coteaux calcaires ou argilo-calcaires.
La partie septentrionale du Lot-et-Garonne, entre Garonne, Lot et Dropt, est plutôt constituée de collines calcaires aux formes vallonnées. Sur les buttes se placent quelques gros bourgs comme ceux de Monflanquin, Monclar, Cancon ou Castillonnès. Le paysage est ouvert avec de grands champs céréaliers et des prairies. Les régions proches de la bordure nord orientale, dans le Fumélois, présentent des formes plus contrastées, en raison de l'existence de calcaires jurassiques dans le Quercy et crétacés en Périgord. Il s’agit du « pays au bois », ainsi dénommé en raison du maintien d’un couvert forestier important. Cette région a également fourni du minerai de fer qui a permis de fixer l’activité métallurgique le long des rivières et sur le Lot.
Entre Garonne et Lot se place le Pays de Serres. Il est formé de coteaux calcaires aplatis souvent bordés de petites falaises (d'où la présence de grottes), séparées en lanières par des vallons assez encaissés qui se succèdent. Cette forme a fait que ces coteaux ont été surnommés "serres" et constitue un plateau qui domine de manière marquée (parfois de plus de 100 m) les deux vallées fluviales. La platitude n’est pas absolue en raison de l’entaille des cours d’eau qui descendent rapidement vers les deux grandes vallées (Séoune, Masse de Prayssas) et de l’existence de buttes, les « puechs », au sommet desquels sont parfois placés de gros villages comme Tournon-d'Agenais ou Puymirol.
Au Sud et à l'Ouest d’Agen, les collines du Néracais se développent sur la mollasse et annoncent les paysages gersois. Des paysages très vallonnés portent une agriculture céréalière et viticole.
Les sables du massif landais recouvrent le quart sud-ouest sur 80 000 ha environ. Les Landes de Lot-et-Garonne sont partie intégrante des Landes de Gascogne : formes moutonnées, pins maritimes, routes rectilignes, traditions et populations (gascons de la lande).
Entre Casteljaloux et le Marmandais s’ouvre un espace de transition de plus en plus marqué par une agriculture intensive en s’approchant de la vallée de la Garonne.
Les plaines tiennent une grande place (plus de 100 000 ha), principalement celles de la Garonne et du Lot, qui s'élargissent en certains endroits sur plusieurs kilomètres. Les divagations de la Garonne dans sa vallée ont obligé les villes à se fixer sur sa rive droite : Agen, Aiguillon, Tonneins, Marmande. Les voies de communication modernes, sauf l’autoroute, ont fait de même. Les zones inondables ou humides sont souvent occupées de champs de maïs et de peupleraies dont la production est utilisée dans l’industrie du bois pour la fabrication de cagettes. Sur ces riches terres domine cependant une agriculture fruitière et légumière.

### Hydrographie
Trois raisons expliquent principalement la fréquence et la gravité des crues en Lot-et-Garonne. Ce phénomène tient d'abord à la concentration exceptionnelle des cours d'eau dans cette région. Outre les grands émissaires que sont le Tarn, en amont d'Agen, et le Lot dans sa partie centrale, tous deux amenant les eaux tombées dans le sud du Massif central, une multitude de rivières plus ou moins longues, rejoignent la Garonne sur la rive gauche : le Gers et la Baïse pour les plus importantes. Ce rassemblement, allié à l'étroitesse du lit de la Garonne, qui même en période de débordement est encombré de nombreux obstacles, rendent catastrophiques les crues provoquées, suivant le cas, par les précipitations et la fonte des neiges. En outre, la plupart des cours d'eau ont une faible hydraulicité du fait de leur modeste pente ; celle-ci est inférieure à 0,5 pour mille sur la Garonne à partir de Malause en amont d’Agen.
Les données climatiques jouent également un rôle déterminant dans la montée des eaux. La moyenne Garonne est sensible à toutes sortes d’influences : pluies d'origine méditerranéenne, dites encore cévenoles affectant principalement le bassin supérieur du Tarn ; celles, océaniques, frappant les Pyrénées et Lannemezan associées à la fonte des neiges ; celles, enfin, liées aux perturbations touchant la partie occidentale du bassin. La grande crue de mars 1930 est du premier type, tandis qu’une des plus récentes, celle de décembre 1981, relève plutôt de la dernière influence. Enfin, il ne faut pas négliger les violentes ondées orageuses, qui dans le meilleur des cas ne touchent qu'une petite région, mais peuvent aussi atteindre une ampleur exceptionnelle.
Pour un débit moyen de 650 m3/s au Mas-d'Agenais (1 800 m3/s aux hautes eaux et 120 m3/s à l'étiage pendant les mois d'été), on atteint des valeurs exceptionnelles lors des grandes crues des cent dernières années : 8 500 m3/s en mai 1875, 7 500 m3/s en février 1952 et en décembre 1981. Ces paroxysmes s'accompagnent de cotes maximales dépassant régulièrement de 10 m le niveau normal à Tonneins, Marmande et La Réole. Le record est de 10,70 m à Tonneins en 1930 (10 m en 1981), de 11,40 m à Marmande en 1875, (10,56 en 1981).
Agen faisant exception, les dégâts affectent davantage les campagnes que les villes. Lors de la catastrophe la plus récente, celle de décembre 1981, aucune perte en vie humaine n'a été déplorée, ce qui n'avait pas été le cas en 1875 où l'on dénombra 500 morts et en 1930 (200 morts pour tout le bassin). En 1981, les dégâts matériels furent estimés à près de 25 millions d’euros pour l'ensemble du bassin. Près de la moitié représente les pertes causées par la submersion de plus de 80 000 ha dans la plaine de la Garonne, valeur nettement plus élevée lorsque la montée des eaux a lieu au printemps, au moment où les champs sont ensemencés.
On conçoit, dans ces conditions, que les responsables politiques et économiques soient intéressés par la mise en application d'un certain nombre de mesures visant à éliminer les risques de crues. Les solutions sont connues depuis fort longtemps : construire de grands réservoirs sur la Garonne et ses principaux affluents, renforcer les endiguements et rationaliser leurs implantations, libérer le lit mineur de tous les obstacles qui entravent la circulation rapide des eaux au moment de leur montée. Certaines de ces propositions sont toutefois inapplicables et le coût de ces opérations prohibitif. D’importants travaux ont été entrepris pour protéger l’agglomération agenaise. Il est vrai aussi qu’en relation avec le probable changement climatique, l’intérêt pour ces grands projets se relâche car il n’y a pas eu de crues importantes au cours de ces dernières années.
La troisième raison, et non la moindre, est la conversion en masse par drainage (surtout depuis les années cinquante) des zones humides (elles servaient de pâture au bétail) en terres céréalières ou maraichères, cela pour nourrir la population d'après-guerre. C'était une volonté politique de l'Union européenne.

### Climat
Le Lot-et-Garonne se situe dans la zone climatique océanique. Mais, il s'agit d'un climat océanique dégradé avec une amplitude thermique annuelle plus marquée et des précipitations moins abondantes que sur le littoral aquitain. De plus, à la différence du littoral, le printemps (surtout à sa fin) y est plus arrosé que l'hiver. Les vents dominants sont d'ouest sans être exclusifs.
| Données climatiques | Lot-et-Garonne (Agen)  | Moyenne nationale      |
| ------------------- | ---------------------- | ---------------------- |
| Insolation          | 1984 heures par an     | 1973 heures par an     |
| Précipitations      | 716 millimètres par an | 770 millimètres par an |
| Brouillard          | 70,6 jours par an      | 40 jours par an        |
| Orage               | 30 jours par an        | 22 jours par an        |
| Neige               | 4,8 jours par an       | 14 jours par an        |

| Mois                              | jan. | fév. | mars | avril | mai  | juin | jui. | août | sep. | oct. | nov. | déc. | année |
| --------------------------------- | ---- | ---- | ---- | ----- | ---- | ---- | ---- | ---- | ---- | ---- | ---- | ---- | ----- |
| Température minimale moyenne (°C) | 3,1  | 4,5  | 5    | 6,7   | 10,6 | 13,2 | 15,4 | 15,1 | 13   | 10,6 | 6,6  | 4    | 8,2   |
| Température moyenne (°C)          | 5,1  | 6,7  | 8,6  | 11,3  | 14,8 | 18,2 | 20,8 | 20,2 | 18   | 14   | 8,6  | 5,6  | 12,6  |
| Température maximale moyenne (°C) | 8,5  | 10,8 | 13,6 | 16,4  | 20,2 | 23,8 | 26,9 | 26,2 | 24,1 | 19   | 12,5 | 8,8  | 17,6  |

## Démographie
Si le Lot-et-Garonne compte 332 226 habitants en 2022 selon les derniers résultats de l'Insee, il demeure moins peuplé qu’au milieu du XIXe siècle car il a connu un déclin démographique prononcé sur près d’un siècle. Après avoir enregistré une nette reprise démographique après la Seconde Guerre mondiale, sa population ne progresse plus de manière régulière au cours des 25 dernières années.

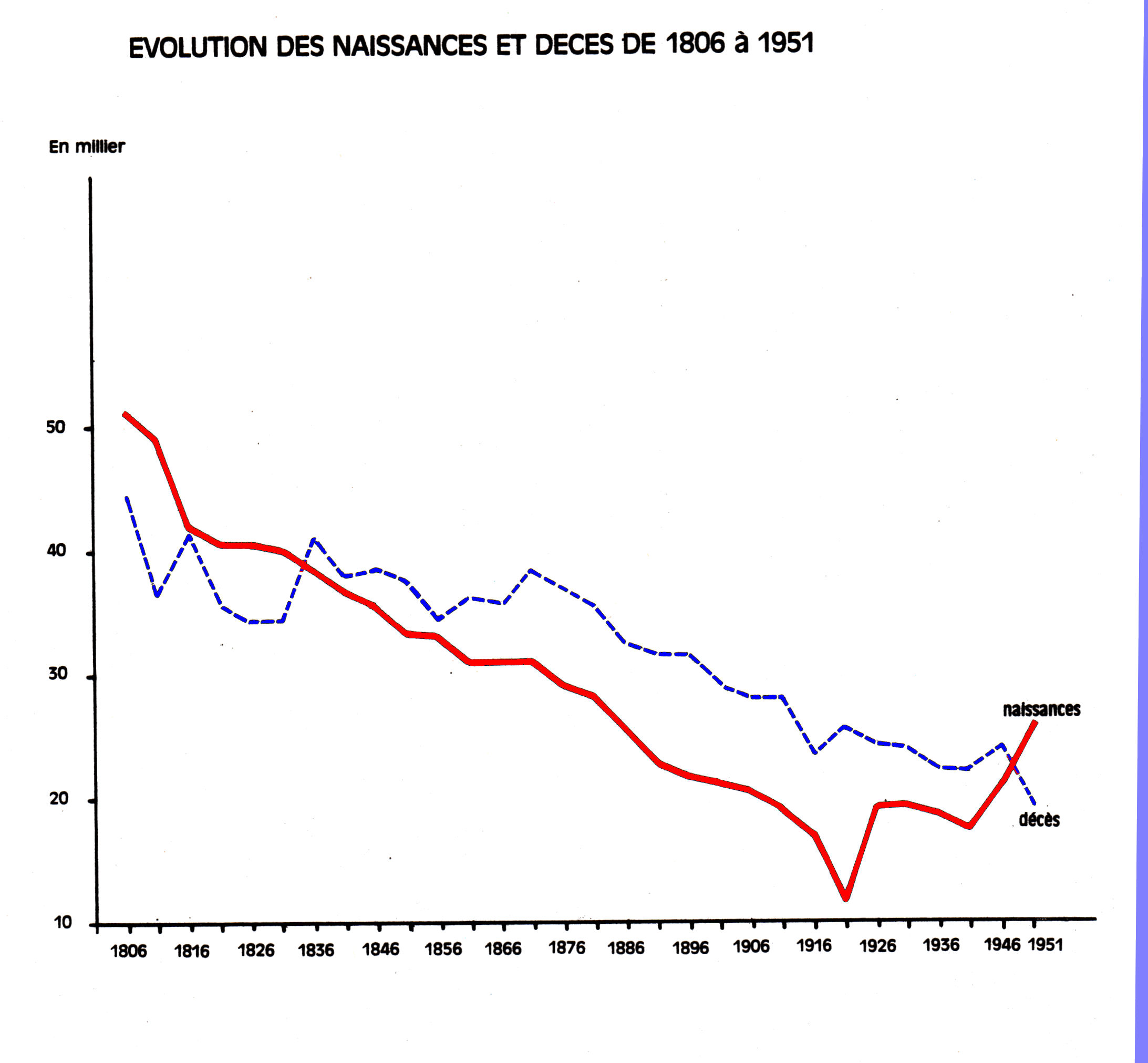
L'évolution des naissances et des décès de 1806 à 1951.

| 1791 | 1801    | 1806    | 1821    | 1826    | 1831    | 1836    | 1841    | 1846    |
| ---- | ------- | ------- | ------- | ------- | ------- | ------- | ------- | ------- |
| -    | 298 940 | 327 444 | 330 121 | 336 886 | 346 885 | 346 400 | 347 073 | 346 260 |

| 1851    | 1856    | 1861    | 1866    | 1872    | 1876    | 1881    | 1886    | 1891    |
| ------- | ------- | ------- | ------- | ------- | ------- | ------- | ------- | ------- |
| 341 345 | 340 041 | 332 065 | 327 962 | 319 289 | 316 920 | 312 081 | 307 437 | 295 360 |

| 1896    | 1901    | 1906    | 1911    | 1921    | 1926    | 1931    | 1936    | 1946    |
| ------- | ------- | ------- | ------- | ------- | ------- | ------- | ------- | ------- |
| 286 377 | 278 740 | 274 610 | 268 083 | 239 972 | 246 609 | 247 500 | 252 761 | 265 449 |

| 1954    | 1962    | 1968    | 1975    | 1982    | 1990    | 1999    | 2006    | 2011    |
| ------- | ------- | ------- | ------- | ------- | ------- | ------- | ------- | ------- |
| 265 549 | 275 028 | 290 592 | 292 616 | 298 522 | 305 989 | 305 380 | 322 292 | 330 866 |

| 2016    | 2021    | 2022    | - | - | - | - | - | - |
| ------- | ------- | ------- | - | - | - | - | - | - |
| 332 833 | 331 229 | 332 226 | - | - | - | - | - | - |

### La dépopulation du Lot-et-Garonne entre 1841 et 1921
- Si vous ne connaissez pas le sujet, laissez ce bandeau (vous pouvez alors contacter les auteurs).
- Si vous supprimez le contenu mis en cause (vous pouvez préalablement contacter les auteurs),

argumentez précisément cette suppression dans la page de discussion
(un manque de référence n'est pas un argument ; une recherche réelle de référence doit avoir été effectuée, être formellement documentée).
La dépopulation est le fait marquant de l'histoire démographique du département au cours d’une centaine d’années. Il est possible de distinguer trois grandes phases. D'abord une période de croissance continue, depuis la fin du XVIIIe siècle jusque vers 1836-1841, suivie d'une baisse de la population, révélée par le recensement de 1846. Désormais le Lot-et-Garonne, tout comme les départements voisins, perd des habitants et ce mouvement se poursuit jusqu'à l'entre-deux-guerres.

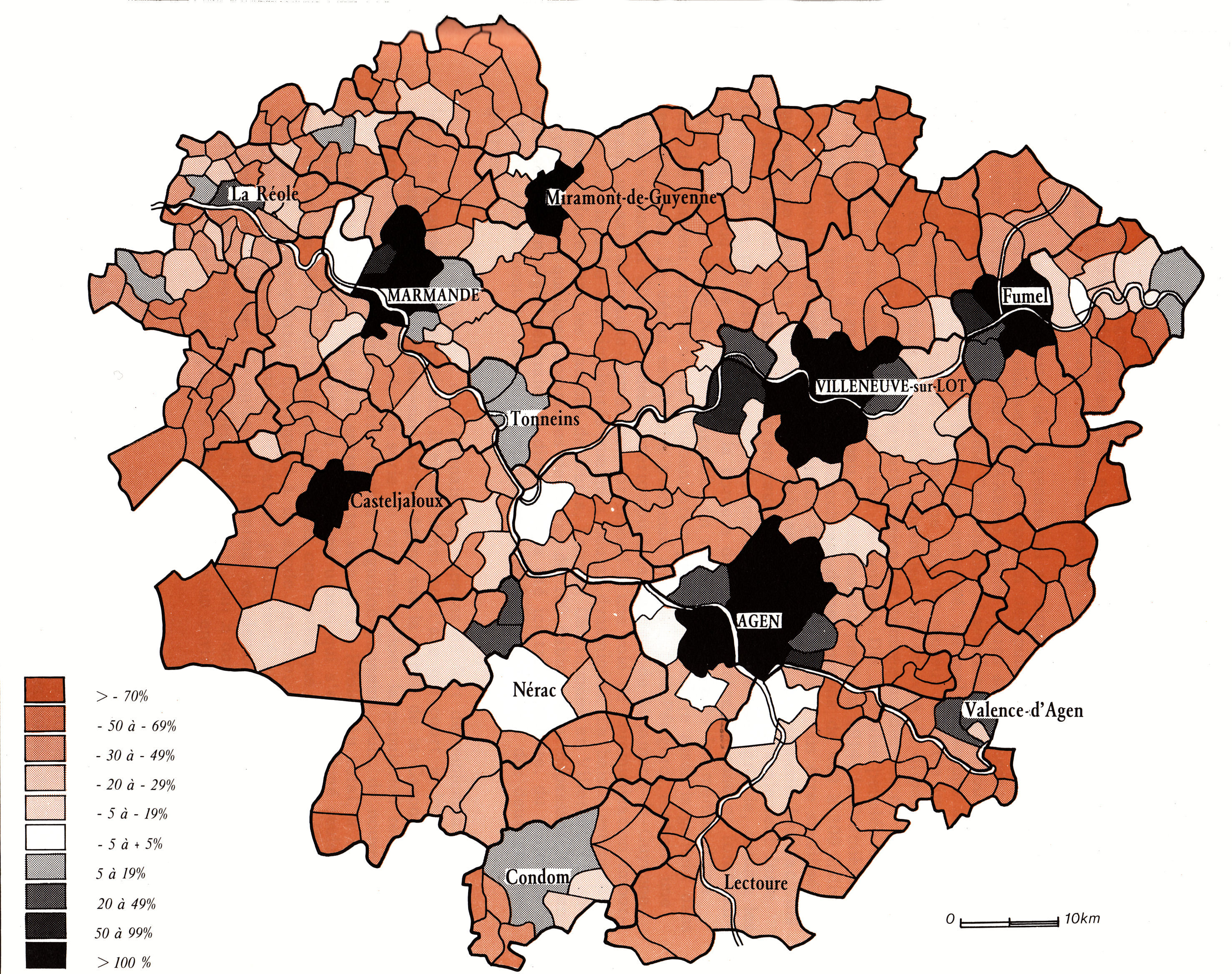
L'évolution de la population de l'Agenais entre 1841 (année du maximum) et 1982.

Le Lot-et-Garonne a gagné 22 450 personnes en quarante ans, soit en moyenne 2 800 tous les cinq ans ; la progression fut la plus forte entre 1821 et 1836 avec un gain supérieur à 16 000 sur quinze ans. Si le maximum fut effectivement atteint en 1841 avec un peu plus de 347 000 habitants, il faut considérer que la période de croissance était interrompue dès 1831.
Pendant 80 ans, d'un recensement à l'autre, le Lot-et-Garonne a perdu des habitants. Au lendemain de la Première Guerre mondiale, le Lot-et-Garonne ne comptait plus que 240 000 habitants contre 347 000 en 1841, soit une perte de 107 000 individus. L’inquiétude liée à cette situation est perceptible à travers la réflexion amère de l'archiviste départemental, commentant les résultats de 1911 : « la race agenaise, pourtant si gracieuse et si alerte, tend de plus en plus à s'éliminer du sol français. Tous les jours elle fond sous nos yeux ».
Entre 1841 et 1921, seules douze communes dont les trois chefs-lieux d’arrondissement : Agen, siège de préfecture, Marmande, et Villeneuve-sur-Lot ainsi que quelques cités industrielles (Tonneins, Casteljaloux, Miramont-de-Guyenne, Lavardac, Fumel) ne perdent pas d’habitants. À l’opposé, près de 30 % des communes ont perdu plus de la moitié de leur population. Toutes les autres communes enregistrent de forts taux de recul de leur population, la moitié d’entre elles perdant près de 50 % de leurs habitants. Seules les communes rurales proches des vallées connaissent des diminutions moins fortes.
La réduction du nombre des naissances est la principale cause du dépeuplement du Lot-et-Garonne. En un siècle, de 1846 à 1946, il a perdu plus de 130 000 personnes du fait de décès trop nombreux par rapport aux naissances, déficit en partie compensé, seulement, par un apport migratoire de plus de 50 000 individus, principalement entre les deux guerres et durant la Seconde Guerre mondiale en raison de l’accueil de réfugiés. C’est entre 1901 et 1921 que le recul de la population est le plus prononcé en raison d’un déficit naturel qui frôle 40 000 individus (déficit des naissances et pertes humaines pendant la première guerre mondiale) alors que les apports migratoires sont négligeables.
Il est difficile de cerner les causes de la dénatalité. Deux choses au moins sont acquises : la baisse de la fécondité, que l'on peut mesurer à partir des années 1850, et le vieillissement de la population qui interdit ensuite toute reprise. La faible fécondité témoignait d'une limitation volontaire des naissances de la part des habitants. Il n'y a pas eu d'études précises sur les moyens utilisés pour parvenir à ce résultat. Un médecin, bon connaisseur des campagnes, a écrit que la répression sévère des avortements, relèverait la natalité d'un quart. La baisse de la fécondité aurait débuté très tôt au sein de la bourgeoisie, puis aurait gagné les propriétaires ruraux vivant de la polyculture. La relative richesse de la plaine de la Garonne permettait de vivre largement ou même de s'enrichir, à condition de restreindre les dimensions du ménage.
Du fait de son solde migratoire positif, le Lot-et-Garonne a gagné quelque 15 000 personnes entre 1821 et 1901, ce qui est peu, si l'on songe que cela représentait un peu moins de 200 individus/an. Entre 1821 et 1851, l'absence de grands bouleversements explique l'importance des excédents pendant cette période, ceux-ci étant d'ailleurs plus élevés durant les deux premières décennies que pendant la dernière. De 1851 à 1861, au contraire, les départs l'emportèrent sur les arrivées, du fait des dérèglements apparus dans plusieurs domaines d'activités : crise de l'ancien système de production agricole, repli de certaines activités industrielles, déclin de la batellerie, sur la Garonne et ses affluents, consécutif à la concurrence de nouveaux modes de transport.
Le Lot-et-Garonne offrait pourtant l'originalité d'être l'un des rares départements ruraux français ayant connu un excédent des arrivées sur les départs sur la période qui court jusqu’à la Seconde Guerre mondiale. Périgourdins, Caussenards, Limousins, Pyrénéens ou encore Aveyronnais, se sont dirigés vers cette région ; de nombreux toponymes dans le Marmandais évoquent en effet aujourd’hui l’Auvergne, les Auvergnats, Aurillac, les Rouergats, Landais de la côte (Marensin) venus pour le gemmage des pins maritimes dans les Landes de Lot-et-Garonne. Tout autre fut l'arrivée des paysans de l'Ouest, qui débuta seulement à la fin du XIXe siècle ; la plus importante, la migration des Vendéens, commença vers 1890, culminant au début du XXe siècle et s'éteignit un peu avant la Première Guerre mondiale.
Bien que modeste, l'apport des étrangers ne peut être négligé. Avant 1850 on en comptait moins de 2 000 en Lot-et-Garonne. Ce nombre s'accroît fortement après 1860, le maximum étant atteint en 1881 avec 7 000. Plus de 90 % de ces étrangers étaient Espagnols. Une petite minorité d'entre eux venaient comme saisonniers agricoles ; certains se fixèrent progressivement en prenant en bail des métairies.
La plupart s'installèrent dans les principales villes de l'Agenais, occupant en majorité des emplois industriels, comme ouvriers et manœuvres ; ils se regroupèrent dans quelques quartiers, tel à Agen celui de la Porte du Pin où ils étaient plus de 3 000 ou encore dans le Néracais et Casteljaloux pour répondre au besoin de main-d’œuvre de l'industrie et la construction des lignes de chemin de fer.
Entre les deux guerres, l'arrivée massive des Italiens, originaires pour la plupart de la région de Venise, a été à l'origine de l’augmentation de la population étrangère en Lot-et-Garonne, si bien qu'en 1936 les Italiens représentaient environ 60 % des étrangers. Aucune autre tentative de peuplement n'a rencontré autant de succès, les Polonais étant peu nombreux (moins de 2 000) malgré une progression régulière de leurs effectifs, l'intérêt des Suisses très limité et la proportion d'Espagnols toujours assez stable. Cette population étrangère était beaucoup plus jeune que les autochtones, la moitié des individus ayant moins de 30 ans et 2,5 % seulement plus de 65 ans (contre 9 % pour l'ensemble de Lot-et-Garonne). Arrivèrent en effet une majorité de jeunes adultes, pour la plupart à la tête d'une famille nombreuse. De plus, ces Italiens conservèrent une fécondité beaucoup plus forte pendant quelques années, ce qui expliquait la proportion des enfants de moins de 15 ans, de l'ordre de 30 % contre 23 % dans les pays garonnais. Toutefois ces immigrés, plus particulièrement les Italiens, se sont si parfaitement intégrés dans leur nouveau territoire, qu'ils ont très vite adopté les habitudes locales en matière de fécondité.
Cet apport migratoire entre les deux guerres a donc été un élément plutôt favorable pour le Lot-et-Garonne durement touché par la dénatalité et par les pertes liées aux combats de la guerre de 1914-1918. Mais, contrairement à d'autres régions qui ont servi d'exutoire aux migrations parce qu'elles avaient besoin d'une main-d’œuvre industrielle, il s'agissait dans ce cas de mouvements de repeuplement des campagnes.

### Les nouvelles formes de l’évolution démographique après 1945
De l’entre-deux-guerres aux années 1980, le Lot-et-Garonne a gagné plus de 50 000 habitants. Par rapport à la période précédente, il s'agit d'un changement fondamental qui s'explique, en grande partie, par la place prise désormais par les villes dans le processus général de croissance de la population de cette région : les centres urbains ont connu, depuis 1936, une progression soutenue, au rythme de 5 à 10 % entre chaque recensement, alors que le monde rural enregistrait un recul continu. Cependant, si la population s'accroît régulièrement c'est presque toujours à un rythme plus lent que celui de la France et cette croissance est surtout le fait des villes les plus importantes. Cette croissance repose plus sur les apports migratoires que sur le solde naturel régulièrement déficitaire depuis le milieu des années 1970.
Après la stagnation des années 1990, la population de Lot-et-Garonne augmente de nouveau, de manière nette pour atteindre près de 318 000 habitants selon les estimations de 2005. Cette nouvelle croissance est à mettre en rapport avec l’attractivité de l’Aquitaine auprès des migrants venus des régions au nord de la Loire. Pour autant, le Lot-et-Garonne attire moins que le littoral, il compte moins d’habitants qu’au début du XIXe siècle et reste le département le moins peuplé d’Aquitaine.
Après plus d'un siècle de dénatalité, l'Agenais est entré dans une nouvelle phase démographique à partir de la Seconde Guerre mondiale. Les naissances plus nombreuses que les décès ont permis une croissance régulière de la population jusqu'au début des années 1970. Puis, du fait du départ des plus jeunes vers la région parisienne et les deux métropoles régionales, Bordeaux et Toulouse, le solde naturel est redevenu négatif. Les conséquences du vieillissement de la population se font nettement sentir à la fin du XXe siècle, avec un déficit de plus de 3 000 personnes dans la dernière décennie.
Le vieillissement de la population (l'âge moyen est passé de 40 à 42 ans entre 1990 et 1999) n'augure rien de bon, en ce qui concerne le dynamisme démographique, pour les années à venir, d'autant que les jeunes adultes continuent de quitter le département alors que ce dernier attire des adultes déjà mariés, avec des enfants. Ainsi, entre 1990 et 1999, plus de 40 % des nouveaux venus ont entre 30 et 60 ans et un tiers d'entre eux ont plus de 40 ans. Heureusement, ils ont des enfants, les moins de 14 ans représentant plus de 20 % des nouveaux arrivants depuis 1990. Ces éléments expliquent que les inactifs rassemblent 40 % (enfants, épouses…) de ces récents migrants vers le Lot-et-Garonne et il faudrait y ajouter les 13 % de retraités. Les employés et les professions intermédiaires, puis les ouvriers, sont les plus nombreux parmi les actifs.
Durant la seconde moitié du XXe siècle, le Lot-et-Garonne a connu le plus formidable exode rural de son histoire. Les communes rurales ont perdu, en moyenne, près de 1 % de leurs habitants par an entre 1954 et 1962, mais certaines nettement plus : dans 35 d'entre elles on enregistre une perte annuelle supérieure à 3 %. Leur apparente dispersion sur l'ensemble du département ne doit pas faire illusion, elle souligne au contraire les espaces les plus frappés par ce phénomène de désertion des campagnes. Il en est ainsi dans le Pays de Serres, parfaitement limitées entre le Lot et la Garonne, où les seuls cas de croissance s'observent dans les vallées autour de grandes cités. Même les bourgs, chefs-lieux de cantons, comme Montaigu-de-Quercy, Laroque-Timbaut ou Prayssas ont été incapables de s'opposer à cet exode qui s'ajoutait à une longue dénatalité. L'attraction d'Agen et de Villeneuve-sur-Lot s'exerce ici pleinement. Les départs sont tout aussi fréquents dans les Landes et leur bordure sauf dans quelques bourgs ou villes, ainsi que dans les collines du Gers, si bien que toute la frange méridionale de l'Agenais a été affectée par cet exode. Là se trouvent quelques-unes des communes les moins peuplées de Lot-et-Garonne.
Sous un titre choc, « Sos est-il condamné à mourir ? », le maire de cette bourgade résume l'évolution récente : « Quand j'étais enfant, il y avait 1 200 habitants dans le bourg, maintenant 700. À chaque fois que je revenais au pays, selon le hasard de mes déplacements professionnels, je voyais Sos décliner ? Les marchands sont passés, les maquignons sont passés, et les foires ont disparu, alors qu'elles attiraient ici tant de monde. Sur cinq cafés, il n'en subsiste qu’un ; sur trois restaurants, il n'en reste plus qu'un seul, et encore ces trois restaurants nous ont longtemps camouflé la réalité, comme ils attiraient du monde, nous avons cru que la vie était toujours là. » Dans les coteaux nord de la Garonne, plus particulièrement au contact du Périgord, la situation n'est pas plus enviable, et, de Duras à Villeréal, les pertes sont considérables, les départs mettant en difficulté les rares commerces ou services restants, qui à leur tour, au moment de leur fermeture pour cause de retraite, peuvent provoquer une nouvelle vague de migrants.
Toujours présents, en Lot-et-Garonne, les étrangers pèsent cependant moins lourds au sein de la population totale. D'un peu plus de 33 000 au sortir de la dernière guerre, leur nombre est passé à 17 500 vers 1975, chiffre encore en diminution aujourd’hui puisqu’ils sont moins de 15 000 en 1999. En même temps, leur part est en recul, tombant de 12 % de l'effectif total à moins de 5 % actuellement. Si l'on est bien informé sur leur arrivée, on manque par contre de précisions sur les départs et la naturalisation, ce qui rend difficile toute explication de cette évolution. Un certain nombre d'entre eux ont regagné leur pays, Italiens, et surtout Espagnols, qui pour une part, étaient des réfugiés de la guerre civile de 1936. Quelques-uns ont demandé à être naturalisés parce que, s'étant assimilés sans difficulté, ils ont préféré faire souche en Agenais. Les Italiens sont remplacés par des personnes originaires de la Péninsule ibérique, surtout des Portugais, dont l'effectif approche 15 % de la population étrangère, et par des Maghrébins, Marocains principalement. Si certains demeurent des salariés de l'agriculture, l’industrie en a accueilli le plus grand nombre, plus particulièrement dans le Fumélois.
Au moment de la période difficile de la décolonisation, la France a dû accueillir plusieurs milliers de rapatriés, tous français de nationalité, certains appartenant cependant à des confessions différentes. Le Lot-et-Garonne a, bien entendu, bénéficié de cet apport. Un camp avait été construit, sur le territoire de la commune de Sainte-Livrade-sur-Lot, pour recevoir des prisonniers Vietnamiens, dont le nombre atteignait 2 000 en 1946. Par la suite, ce camp servit pour d'autres réfugiés d'Indochine, après la défaite de 1954 ; ceux-ci formèrent une véritable communauté autour d'une Pagode bouddhiste, avec leurs propres commerces et activités, en marge du bourg. À peu de distance de là, à Bias, aux portes de Villeneuve-sur-Lot, fut créé un centre d'accueil pour les musulmans français d'Algérie, expulsés après l'indépendance de ce pays. Dans des structures provisoires, mais toujours fonctionnelles dans les années 1980, ont été hébergés jusqu'à 3 000 Harkis à partir de 1962. Contrairement aux Indochinois qui se sont peu fixés dans l'Agenais, les Harkis ont essaimé en direction des principales villes.
Tout autre est la venue des rapatriés d'Afrique du Nord de souche européenne qui arrivèrent en masse, et furent dirigés principalement vers des exploitations agricoles qu'ils achetèrent. La première vague de 1954 à 1960 est constituée de gens fortunés qui prennent possession des domaines de vastes dimensions dans les vallées ainsi que dans les coteaux gersois. Leur arrivée fit une forte impression sur les agriculteurs locaux, en raison des moyens financiers dont ils disposaient et des techniques ou méthodes commerciales qu'ils mirent en pratique, marquant de leur empreinte les productions locales et amenant quelques paysans locaux à les imiter. Bien que le nombre de ces premiers « colons » soit imprécis, leur effectif était modeste comparé à la venue massive des « rapatriés » à la suite des accords d'Évian, en 1962.
En Lot-et-Garonne, il en fut décompté près de 20 000, entre 1962 et 1966, dont 83 % d'origine européenne, la très grande majorité ayant abandonné l'Algérie. Tous cependant ne se sont pas acclimatés dans cette région et seuls une dizaine de milliers sont restés. Leur dispersion est assez forte en Lot-et-Garonne ; quatre cantons, ceux de Duras, Marmande, Monclar et Villeneuve-sur-Lot ont accueilli plus de 50 familles de « Pieds-noirs » ; ceux-ci préférèrent dans les autres cas, les vallées de la Garonne et du Lot, mais délaissèrent les Landes, les Serres de l'Agenais et le nord du département. Avec le temps, un petit nombre seulement (moins de 2 000) ont continué de travailler la terre, non sans succès, notamment dans le domaine de la production et de la commercialisation. Mais la grande majorité des rapatriés ont maintenant des emplois dans les autres branches de l'activité économique, résidant dans les villes et les bourgs de la région.
L’accroissement de la population de Lot-et-Garonne ne profite pas à l’ensemble des communes du département. La dynamique la plus favorable s’observe autour des trois principales agglomérations en raison de leur capacité à créer des emplois et à fixer les migrants qu’ils viennent des autres communes du département, des régions voisines ou du reste de la France.
L’évolution récente indique cependant, que seule l’agglomération d’Agen demeure attractive. Sa part dans la population totale s’accroît sans cesse en raison de la stagnation de la population de Villeneuve-sur-Lot et Marmande. Dans les limites de l’aire urbaine, c'est-à-dire de la zone au sein de laquelle au moins 40 % des actifs travaillent dans l’agglomération, Agen regroupe 30 % de la population de Lot-et-Garonne en 1999 contre 27 % en 1982. En outre, sa capacité à fournir des emplois aux jeunes ménages permet à Agen de disposer d’un solde naturel toujours positif alors que ce n’est plus le cas du département et de la plupart des autres villes. Ainsi, se vérifie, en Lot-et-Garonne comme dans le reste de la France, la polarisation au profit d’un pôle majeur concentrant les fonctions de direction entre Bordeaux et Toulouse.

### Communes les plus peuplées
| Nom                    | Code Insee | Intercommunalité                           | Superficie (km2) | Population (dernière pop. légale) | Densité (hab./km2) | Modifier                                    |
| ---------------------- | ---------- | ------------------------------------------ | ---------------- | --------------------------------- | ------------------ | ------------------------------------------- |
| Agen                   | 47001      | CA Agglomération d'Agen                    | 11,49            | 32 193 (2022)                     | 2 802              | modifier les données · modifier les données |
| Villeneuve-sur-Lot     | 47323      | CA du Grand Villeneuvois                   | 81,32            | 22 004 (2022)                     | 271                | modifier les données · modifier les données |
| Marmande               | 47157      | CA Val de Garonne Agglomération            | 45,06            | 17 361 (2022)                     | 385                | modifier les données · modifier les données |
| Tonneins               | 47310      | CA Val de Garonne Agglomération            | 34,78            | 9 461 (2022)                      | 272                | modifier les données · modifier les données |
| Le Passage             | 47201      | CA Agglomération d'Agen                    | 12,89            | 9 360 (2022)                      | 726                | modifier les données · modifier les données |
| Nérac                  | 47195      | CC Albret Communauté                       | 62,68            | 6 937 (2022)                      | 111                | modifier les données · modifier les données |
| Sainte-Livrade-sur-Lot | 47252      | CA du Grand Villeneuvois                   | 30,94            | 6 518 (2022)                      | 211                | modifier les données · modifier les données |
| Bon-Encontre           | 47032      | CA Agglomération d'Agen                    | 20,56            | 6 386 (2022)                      | 311                | modifier les données · modifier les données |
| Boé                    | 47031      | CA Agglomération d'Agen                    | 16,50            | 5 784 (2022)                      | 351                | modifier les données · modifier les données |
| Foulayronnes           | 47100      | CA Agglomération d'Agen                    | 28,86            | 5 480 (2022)                      | 190                | modifier les données · modifier les données |
| Fumel                  | 47106      | CC Fumel Vallée du Lot                     | 22,66            | 4 696 (2022)                      | 207                | modifier les données · modifier les données |
| Casteljaloux           | 47052      | CC des Coteaux et Landes de Gascogne       | 30,59            | 4 639 (2022)                      | 152                | modifier les données · modifier les données |
| Pont-du-Casse          | 47209      | CA Agglomération d'Agen                    | 19,10            | 4 192 (2022)                      | 219                | modifier les données · modifier les données |
| Aiguillon              | 47004      | CC du Confluent et des Coteaux de Prayssas | 28,28            | 3 983 (2022)                      | 141                | modifier les données · modifier les données |
| Layrac                 | 47145      | CA Agglomération d'Agen                    | 38,11            | 3 913 (2022)                      | 103                | modifier les données · modifier les données |

| unités urbaines (agglomérations) | Population |
| -------------------------------- | ---------- |
| Agen                             | 80 999     |
| Villeneuve-sur-Lot               | 48 642     |
| Marmande                         | 29 348     |

## Économie
La pointe extrême de la forêt landaise couvre le sud-ouest du département : les landes de Lot-et-Garonne. Au sud-est, la viticulture domine (armagnac), ainsi qu'à l'extrême nord où notamment les côtes-de-Duras sont le prolongement du vignoble du Bordelais. Au nord de la Garonne, cultures et élevage sont associés. Les vallées sont le domaine du maraîchage et des cultures fruitières (pruneaux d'Agen). Les principaux sites industriels sont Marmande, Tonneins, Fumel et Agen. Leurs industries sont diversifiées et de taille modeste. L'axe de transport Bordeaux-Toulouse traverse le département (canal, TGV, autoroute).
Le Lot-et-Garonne est le premier producteur de France de kiwis, noisettes et fraises. Outre les vins de Duras -patrie de Marguerite- on trouve le Buzet, les côtes du Marmandais, les côtes du Brulhois ainsi que le vin du Tsar et le vin de Pays de l'Agenais.

### Agriculture
L'agriculture occupe une position dominante en Lot-et-Garonne tant par le nombre des actifs que par les revenus tirés de cette activité. Cela tient à d'incontestables avantages climatiques et pédologiques, qui font que la vallée de la Garonne apparaît plus spécialisée dans les cultures de produits frais que toute autre région du Sud-Ouest, même si la céréaliculture y occupe toujours une grande place. Cela résulte aussi du travail des hommes et des choix qu’ils ont opérés. Cette spécialisation vers le marché a obligé le Lot-et-Garonne à vivre très tôt en économie ouverte afin de pouvoir écouler ses productions vers les autres régions françaises et à l’international. On cultive dans le département beaucoup de céréales telle que le maïs, le blé, l'orge, etc.
Entre 2000 et 2010, un quart des exploitations du Lot-et-Garonne ont disparu. Les grandes exploitations industrielles remplacent progressivement les petites fermes familiales. Les ouvriers agricoles dans les exploitations du département sont très majoritairement des immigrés en raison de leur statut précaire.

#### Les héritages
Quelques études ont souligné que les pays de la Garonne appartenaient, au XVIIIe siècle, aux régions riches, associant productions agricoles et industrielles. Même si d'autres recherches plus récentes ont mis en doute cette réalité, il est probable que la vallée de la Garonne a effectivement connu une période très favorable au XVIIIe siècle. Le XIXe siècle a été moins favorable, ce qui n’a pas empêché l'agriculture d’enregistrer des mutations importantes du fait de la disparition de quelques productions ou du développement de nouvelles.
En 1806, 53 % des terres utiles étaient consacrées aux labours, 11 % aux vignes et moins de 6 % aux herbages. Pour cette même date : sur 41,5 millions de francs, les productions végétales représentaient 37,5 millions et les productions animales quatre millions de francs seulement. À lui seul, le blé totalisait 45 % de ces revenus, et, avec les autres céréales, demeurait la culture la plus répandue dans les pays de la Moyenne Garonne. Cette céréaliculture prédominait sur les collines calcaires et molassiques, situées de part et d'autre de la Garonne et du Lot, ainsi qu'entre ces deux cours d'eau. Grande richesse d'exportation (10 000 t) pour les propriétaires, le froment a été la grande préoccupation de ces derniers, qui ont encouragé son extension au détriment des autres productions, à l'exception du maïs qui devait nourrir les travailleurs des champs. La vigne enregistra un fort développement. Pourtant les vins de qualité étaient alors peu nombreux, installés sur les coteaux qui produisaient dans la majorité des cas, des vins blancs liquoreux, appelés aussi « vins pourris » parce que la vendange intervenait le plus tard possible, comme actuellement pour les Sauternes. Connu de longue date, le prunier greffé (prunier d’Ente) s'étendit largement au XVIIIe siècle autour de Clairac, Tonneins et Villeneuve-sur-Lot. Planté dans les vignes, il fournissait un fruit très savoureux, se conservant parfaitement et pouvant être exporté.

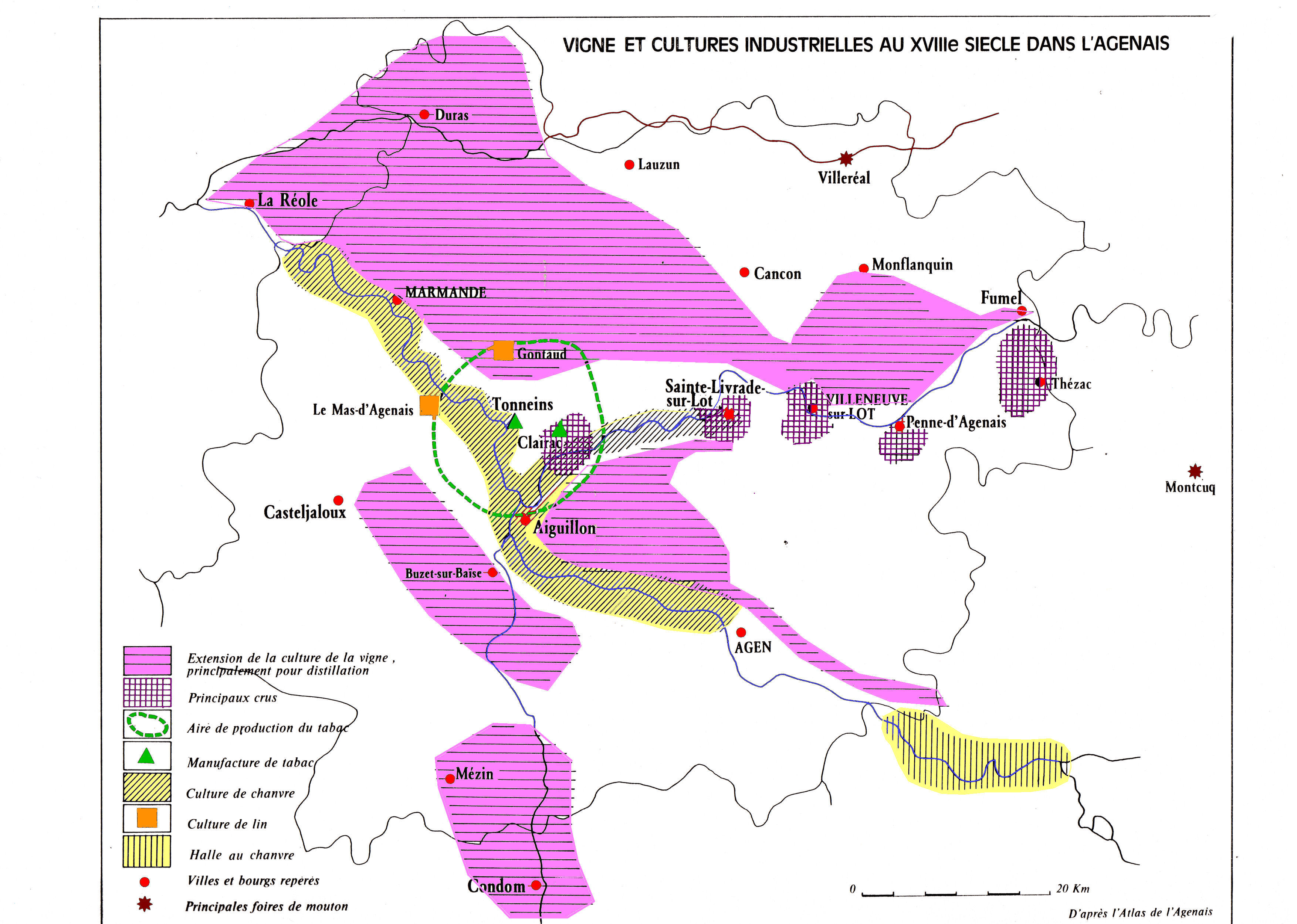
Vigne et cultures industrielles au XVIIIe siècle.

Quelques plantes industrielles faisaient, elles aussi la réputation de l'Agenais. Le chanvre que les paysans travaillaient en association avec le blé dans les terres de vallée servait notamment à l’habillement et à des manufactures de cordages. Dès la fin du XVIIIe siècle, le chanvre reculait devant le tabac, en raison de la perte des débouchés dans l'industrie, et de la fin du monopole de la Compagnie des Indes. Introduit en 1637 dans la région de Clairac, le tabac, très vite sous le contrôle de l’État, devait acquérir très rapidement une grande notoriété et provoquer un véritable engouement chez les agriculteurs tout autour de Tonneins.

#### Les mutations de l'agriculture au cours duXIXeet du début duXXesiècle
En 1856, le secteur agricole faisait vivre 68 % de la population de Lot-et-Garonne et occupait plus de 70 % des actifs. En 1946, plus de la moitié des habitants de Lot-et-Garonne dépendaient encore des activités agricoles et un nombre plus élevé (57 %) trouvait toujours un emploi dans cette branche. Entre ces deux dates, l’essor du faire-valoir direct permit à la majorité des exploitants d’être maître de leurs choix culturaux. Le métayage, très répandu au XIXe siècle disparaît complètement après la Seconde Guerre mondiale.
Cette transformation des structures d’exploitation s’accompagne de changement dans les pratiques culturales. Après avoir augmenté durant tout le XIXe siècle pour atteindre 58,7 % en 1897, la part des terres labourables régresse au profit des prairies et des cultures spécialisées, alors que le vignoble voit les surfaces plantées réduites de moitié (35 000 ha en 1936) en relation avec la crise du phylloxera et l’exclusion de la zone d’appellation « bordeaux ». Occupant moins de 10 000 ha dans la première moitié du XXe siècle, fruits et légumes ont, somme toute, une importance très modeste. Pourtant leur apparition est capitale, car présents depuis longtemps, leur essor dans le nouveau système agricole correspondait à une influence plus grande des villes, à un développement du réseau de chemin de fer qui ouvrait des horizons commerciaux plus larges de même qu'une extension déjà soulignée de la polyculture. Ainsi, la tomate s'est imposée dans la moitié occidentale et vers 1930, tous les cantons de l'arrondissement de Marmande produisaient plus de 1000 quintaux de tomates. Le développement était lié à des exportations de tomates fraîches vers la capitale ou des pays étrangers, ainsi qu'à une demande accrue des conserveurs. Dans la vallée du Lot et dans celle de la Garonne, au gré de la demande nationale, on cultivait les oignons, les asperges puis les choux-fleurs d'hiver, les carottes, le céleri, le salsifis, les petits pois, les haricots verts et enfin le melon.
Durant la même période, le Lot-et-Garonne est devenu une région fruitière. Le prunier d’Ente était plus particulièrement récolté dans le Villeneuvois. Les maladies qui affectèrent l'arbre, les conditions climatiques provoquèrent trop de variations dans les récoltes pour résister à la concurrence des pruneaux de Californie. Le chasselas a constitué une grande nouveauté lors de son introduction vers 1880-1885 à Port-Sainte-Marie et Prayssas. S’y ajoutent le développement des plantations de pommiers, pêchers, cerisiers, poiriers et abricotiers dans les coteaux puis dans les deux grandes vallées.

#### Des agriculteurs de moins en moins nombreux
Majoritaires dans la population de Lot-et-Garonne au moment de la Seconde Guerre mondiale, les agriculteurs ne le sont plus dès le début des années 1960. La diminution de la population active agricole s’est amplifiée ensuite : un peu plus de 50 000 actifs en 1962, 25 600 en 1982, moins de 15 000 selon les estimations de 2005 (plus en intégrant les emplois saisonniers). La réduction de la population des ménages agricoles est un peu plus forte en raison de la diminution du nombre des personnes dans la cellule familiale. Malgré cela le Lot-et-Garonne compte encore une proportion d’actifs agricoles supérieurs à la moyenne française. Cela tient en grande partie à la résistance des petites exploitations orientées dans des productions spécialisées qui utilisent une importante main-d’œuvre.
Le nombre d’exploitations a diminué de moitié entre 1979 et 2005, passant de plus de 17 000 à 8 100. Parallèlement, la taille moyenne des exploitations n’a pas cessé de croître entre ces mêmes dates pour atteindre 36 ha en 2005 contre à peine 20 ha en 1979. Curieusement, la part des exploitations de moins de cinq ha reste stable (proche de 25 %), soit en raison de l’intensité de la production agricole quand il s’agit de légumes, notamment sous serres, soit plus sûrement par poursuite d’une activité dans des fermes en voie de cessation d’activité. Ce sont les exploitations qui comptent entre 5 et 50 ha qui reculent en pourcentage et en nombre, au profit de celle de plus de 50 ha qui sont désormais plus de 2 000. Si cette évolution affecte les exploitations pratiquant polyculture et élevage, elle concerne surtout celles qui se sont orientées vers la céréaliculture et les oléagineux ainsi que celles qui se consacrent presque uniquement à l’élevage. Ce sont les coteaux qui sont surtout touchés par cette évolution. Celle-ci devrait se poursuivre de manière inexorable en raison de la part importante des agriculteurs âgés : 1/3 ont entre 50 et 60 ans, près de 25 % ont plus de 60 ans.
Cette situation influence les modes de faire-valoir et les structures des exploitations agricoles. Alors que le faire-valoir direct, caractéristique de la dimension familiale de l’agriculture en Lot-et-Garonne, occupait 80 % de la surface agricole utile (SAU) en 1980, sa part est tombée à moins de 50 % d’après les estimations de 2005, au seul profit du fermage qui est aujourd’hui le mode dominant. Le métayage, longtemps très représenté, notamment dans le Marmandais, à l’origine de revendications nombreuses sur lesquelles le parti communiste a assis sa représentation, a quasiment disparu. Il est de plus en plus difficile d’entrer dans la profession d’agriculteur ou de prendre la suite d’une exploitation familiale, car le seuil de rentabilité s'est régulièrement élevé. Ainsi la surface minimum pour permettre l’installation d’un jeune agriculteur est de 17 ha dans la plaine et de 23 ha dans les coteaux. Or, l’hectare de terre labourable dans les plaines de la Garonne et du Lot vaut 5 400 euros en 2005, 5 000 euros dans les coteaux sud de la Garonne, moins de 2 500 euros dans la partie orientale des Serres ou le Fumélois. Même si la valeur vénale ne progresse plus depuis quelques années, ces montants sont élevés et cela explique en partie le succès du fermage. Ces changements s’accompagnent d’une progression de l’agriculture de groupe. On compte ainsi 421 GAEC (Groupement agricole d'exploitation en commun).
Les agriculteurs lot-et-garonnais, comme leurs homologues des autres régions agricoles françaises, ont profité de la politique agricole commune. Certes, cette dernière jouait peu dans le domaine des fruits et légumes, traversé pourtant par des crises nombreuses et parfois sévères en relation avec la chute des prix, la surproduction et la concurrence des pays du sud de l’Europe. Jusqu’aux années 1990, la FNSEA et le MODEF étaient les deux syndicats les plus influents en Lot-et-Garonne, le premier à la tête de la Chambre d'agriculture quand le second se cantonnait dans un rôle d’opposition dans la défense des petites exploitations. La réforme de la PAC au début des années 1990 a profondément modifié les rapports de force entre syndicats avec la montée en puissance de la Confédération paysanne et surtout de la Coordination rurale. Dans les campagnes, des pancartes ou d’autres symboles dénonçaient la mort programmée de la petite agriculture familiale. Cette phase d’intense colère paysanne a profité un peu à la Confédération paysanne et plus encore à la Coordination Rurale qui a pris la présidence de la Chambre d’agriculture. Le récent scrutin, en 2007, a confirmé le poids la Coordination Rurale, plutôt de droite, dont la liste revendiquait « nourrir des hommes mérite un digne revenu ». Elle garde donc la Chambre d’Agriculture sans être majoritaire. La FNSEA regroupe un tiers des membres des différents collèges, le MODEF reste stable à 11 % et la Confédération paysanne s’effondre à 9 %.

#### La production agricole au début duXXIesiècle
Si le Lot-et-Garonne demeure une région de polycultures en relation avec la petite dimension des exploitations de type familial et la volonté de répartir le risque en pratiquant plusieurs cultures sur des terres suffisamment riches pour supporter une production intensive, la spécialisation dans les cultures végétales s’impose et progresse au cours des cinquante dernières années. La force de ces changements a été analysée pour les exploitations des coteaux sud au cours du dernier demi-siècle. Au sortir de la Seconde Guerre mondiale, l’exploitation type partageait ses surfaces et tirait ses revenus en trois grands tiers : élevage, céréales, vigne associée à des arbres fruitiers. En 2000, la répartition est fondamentalement différente, surtout les revenus ne sont plus liés directement à la superficie occupée. La vigne et l’élevage se sont effondrés. Les grandes cultures, céréales et oléagineux occupent plus de la moitié des terres mais contribuent plus modestement au chiffre d’affaires de la ferme. Les cultures légumières et celles de semences de betteraves ont accru leur importance en superficie et ce sont elles qui assurent les rentrées financières les plus importantes. C’est le résultat des progrès de l’organisation en matière de commercialisation ainsi que l’influence des grandes firmes pour les semences de betterave. À l’opposé, une grande partie des coteaux nord a choisi de se spécialiser dans les grandes cultures et l’élevage.
Ces mutations se retrouvent dans la valeur totale de la production agricole en Lot-et-Garonne dont la valeur en 2005 était presque six fois plus élevée qu’en 1960, et deux fois plus qu’en 1980. Après avoir légèrement régressé au profit de l’élevage entre 1960 et 1970, la part des productions végétales dans cette valeur finale atteint 73 % en 2005. Si les céréales y contribuent pour un peu plus de 10 %, le poids des cultures légumières et fruitières est important, de l’ordre de 30 %. Ceci constitue une des particularités fortes de l’agriculture lot-et-garonnaise. L’élevage est en repli, orienté plus vers la production de viande que de lait dont la régression s'accélère.
La production céréalière arrive nettement en tête des superficies occupées, pour un chiffre d’affaires de 119 millions d’euros en 2005. La culture du blé est ancienne, présente dans toutes les régions agricoles de Lot-et-Garonne. Ce n’était pas le cas du maïs dont la culture a progressé de manière très spectaculaire en raison des prix attractifs et des investissements considérables réalisés par les collectivités publiques, notamment le Conseil départemental de Lot-et-Garonne, pour multiplier les capacités d’irrigation. En 2005, 38 % de la Surface agricole utile est irriguée, soit plus de 110 000 ha. Dans un premier temps le maïs a pu se développer dans les plaines de la Garonne et du Lot, puis il a gagné les coteaux au rythme de la construction de retenues d’eau dans les régions collinaires. On recense aujourd’hui plus de 3000 lacs dont la capacité théorique est proche de 90 millions de m3.
Parmi les oléagineux, le tournesol, cultivé en sec, profite du recul du maïs sur les terres difficilement irrigables. Il occupe en 2005, 34 000 ha, soit 6000 de plus qu’en 2004. Le tournesol s’est répandu dans les coteaux sud et nord de Lot-et-Garonne où il occupe en moyenne de 10 à 35 % de la SAU. Il est particulièrement présent dans le Néracais où sa diffusion doit beaucoup à l’influence des exploitants voisins du Gers. Le colza est toujours devancé par le soja qui couvre près de 10 000 ha, en zone irriguée à plus de 90 %. Le chiffre d’affaires des oléagineux est de 33 millions d’euros.
Le poids de la filière fruitière et légumière se mesure plus au chiffre d’affaires réalisé qu’aux superficies cultivées. Trois productions se détachent nettement : 65 millions d’euros pour la prune à pruneaux, 35 millions d’euros chacun pour la fraise et la tomate. Ces valeurs recouvrent l’ensemble des activités de la filière et pas seulement le chiffre d’affaires des agriculteurs. Le Lot-et-Garonne compte en effet une vingtaine d’établissements de transformation des pruneaux et une trentaine de stations de conditionnement pour les fruits et légumes. Il existe aussi un marché d'intérêt national à Agen et des négociants privés très actifs à Agen, Marmande et Villeneuve-sur-Lot.
Le verger de prune à pruneau (prunier d’Ente) couvre plus de 8 000 ha et a livré près de 100 000 t en 2005 (il faut ensuite trois kilogrammes de prunes d’Ente pour obtenir un kilogramme de pruneaux d’Agen). Son dynamisme tient au contrôle des opérations par la filière organisée autour du bureau interprofessionnel du pruneau (BIP) qui a pour objectif de réguler le marché et d’assurer la promotion et la commercialisation du « pruneau d’Agen ». Le BIP (créé en 1963) a su passer le mauvais cap des années 1970 (mauvaises récoltes et prix trop bas) et obtenir le soutien de Bruxelles. Les producteurs ont obtenu l’inscription des 118 cantons de l’aire de production dans une IGP (Identification géographique protégée) qui garantit l’origine et la traçabilité des pruneaux d’Agen. La filière demeure toutefois très sensible aux aléas climatiques et aux variations de la demande.
La culture de la fraise couvre près de 700 ha pour une production toujours supérieure à 12 000 t, ce qui place le Lot-et-Garonne au premier rang en Aquitaine (avec la Dordogne) et en France. La fraise est économiquement importante pour le département de Lot-et-Garonne où elle représente 20 % du chiffre d’affaires des fruits et légumes et environ 10 % du chiffre d’affaires agricole du département. La culture de la fraise fait vivre environ un millier d’exploitations et livre près du quart des fraises françaises, notamment la variété gariguette qui arrive à maturité dès le début du mois d’avril. Cette précocité permet aux producteurs de fraises du département de Lot-et-Garonne de devancer les producteurs des autres départements français et d’occuper seuls le marché pendant les trois semaines situées entre la fin des importations espagnoles et marocaines, et l’arrivée sur le marché de la production d’autres départements. La très forte concurrence provoque un recul régulier de la part de la production lot-et-garonnaise depuis une dizaine d’années. Jusqu’alors cultivées en « plein champ » les différentes variétés de fraise sont aujourd’hui placées sous abri de plastique et de plus en plus font l’objet d’une culture hors sol pour reprendre l’initiative face à la concurrence. C’est en Lot-et-Garonne, que la fraise hors sol gagne le plus de terrain, avec aujourd’hui 65 ha. La production de fraise est présente tout au long des deux vallées de la Garonne et du Lot, elle a également gagné les coteaux proches surtout à proximité des principaux centres de négoce : Marmande, Nérac et Agen.
La tomate est une production destinée à la fois au marché du frais et à l’industrie de transformation. Pendant très longtemps, le département était resté en tête en France pour le volume de tomate, ne perdant sa position qu’au cours des années 1980. Le Lot-et-Garonne réalise encore 10 % environ de la production française. La production de tomate de conserve se fait en plein champ et est contractuelle, c’est-à-dire qu’avant la saison des accords sont passés entre producteurs et conservateurs, portant sur un prix et les tonnages à livrer. Cette production est beaucoup moins intensive que celle des tomates d’expédition qui est beaucoup plus soignée et spéculative. Ceci explique que la tomate de conserve couvre encore plus de 600 ha (deux fois moins pourtant qu’en 1980) pour une production de près de 50 000 t. La tomate destinée au marché de produits frais ne cesse de reculer en surface, 229 ha en 2005, car la culture en plein champ cède le pas aux cultures sous serres, hors sol de plus en plus. La production de tomates pour le marché du frais est de 38 000 tonnes en 2005, soit sensiblement moins que la tomate de conserve. Le Marmandais, berceau d’origine de l’introduction de cette culture, fournit à lui seul environ 23 000 tonnes. C’est dans cette ville que s’est développée l'une des plus importantes exploitations en hors sol de France, sur une quinzaine d’hectares. Il s’agissait de répondre à la menace espagnole avec l’entrée de ce pays dans l’Union européenne et d’étaler la livraison sur une plus longue période. Très organisés au sein de différentes coopératives pour mieux contrôler les prix et la mise en marché, les producteurs restent soumis à une vive concurrence, source de divisions entre les organisations, et ils doivent entrer désormais dans des réseaux de commercialisation dominés par les agriculteurs du sud et de l’ouest de la France.
La vigne couvre plus de 8 000 ha, livre près de 400 000 hl ce qui représente près de 5 % du chiffre d’affaires de l’agriculture départementale, soit sensiblement la même chose que le blé. Grâce aux efforts des viticulteurs locaux la vigne et le vin entrent dans une production de qualité bénéficiant du label AOC (Appellation d’origine contrôlée). Trois zones dominent tant pour les superficies que pour les quantités : le pays de Duras, les côtes du Marmandais (Beaupuy et Cocumont) et, surtout, le vignoble de Buzet. Toutes ont en commun d’être animées par des caves coopératives qui ont su faire progresser la qualité, ouvrir de nouveaux débouchés, mais sont soumises à une vive concurrence. Ainsi, celles de Cocumont et Marmande ont dû fusionner et opérer des restructurations douloureuses. Dernières arrivées en tant qu'AOC (depuis le 14 octobre 2011) : les côtes de Brulhois, cette appellation étant partagée avec le Tarn-et-Garonne et une petite partie du Gers.

#### Les grandes régions de production agricole
Les plaines alluviales regroupent les terres les plus riches, des exploitants orientés vers le marché, et l'essentiel des cultures spécialisées de Lot-et-Garonne. Elles sont suivies par des voies de communication rapides, récentes, permettant une expédition accélérée des produits, grâce à la présence de nombreuses villes qui apportent de multiples services. Dans l'ensemble, les petites exploitations sont inférieures à 15 ha, souvent même beaucoup moins. L'irrigation est presque partout la règle, avec une prépondérance des pompages individuels dans la nappe ou directement dans les deux cours d'eau. Ne pouvant faire face avec sa famille au travail demandé au moment de la collecte des fruits ou des légumes, en plein été, l'exploitant fait appel à des saisonniers. La MSA recense en 2005 plus de 28 000 salariés dans l’agriculture. La majeure partie de ces salariés sont des saisonniers. Ils venaient d'Espagne, plus particulièrement des provinces du Sud, ou encore du Portugal. Ils arrivent désormais du Maroc : près de 1000 en 2005 contre moins de 100 cinq ans plus tôt. De nouveaux courants se dessinent actuellement en provenance des pays de l’Europe de l’Est récemment entrés dans l’UE. Dans la région de Marmande, céréales, cultures légumières, tabac (en recul prononcé à la suite la fermeture de la Manufacture de Tonneins) et vigne dominent nettement. Même si les céréales entrent dans les rotations culturales, la vocation légumière et fruitière (notamment les pruniers) de la vallée du Lot est plus marquée avec des livraisons plus orientées vers la conserve. Le secteur d'Agen, de la confluence du Lot à celle du Tarn avec la Garonne, tout en donnant beaucoup de place aux cultures légumières et fruitières, est peut-être le moins spécialisé des trois.

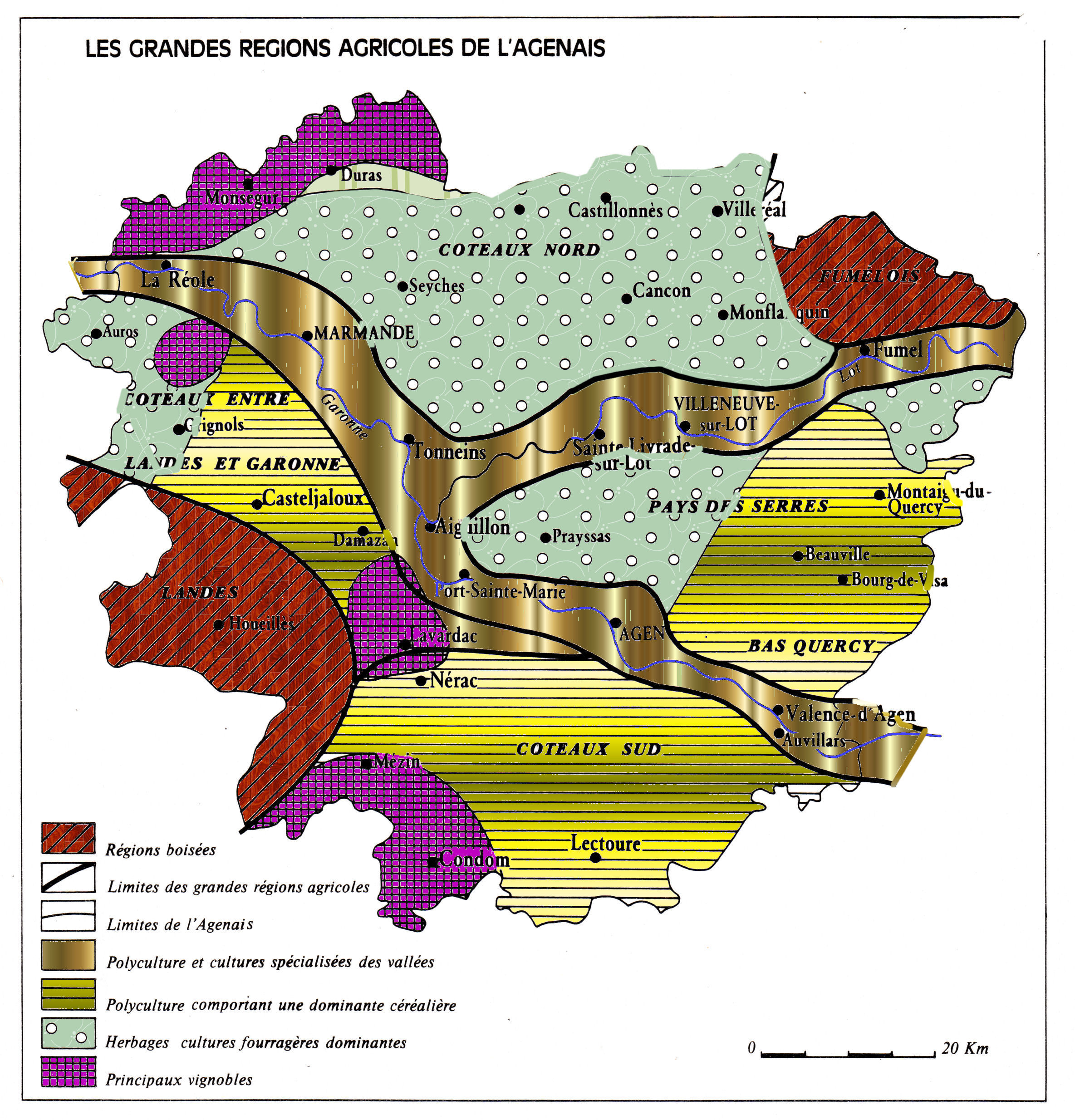
Les grandes régions agricoles en Agenais

Coteaux et collines se développent largement dès qu'on quitte les plaines et terrasses des grandes vallées, exception faite des espaces densément boisés des quarts sud-ouest et nord-est. En effet, dans les Landes et le Fumélois, où plus de 40 % de la surface cadastrée est boisée, l'exploitation forestière domine, l'agriculture restant une activité secondaire dans le cadre de petites unités de moins de 10 ha dont les propriétaires occupaient un emploi complémentaire dans des établissements industriels assez nombreux à Casteljaloux ou à Fumel.
Malgré un certain nombre de nuances, on observe nombre de similitudes dans les conditions de production des collines et coteaux de Lot-et-Garonne. Les terres y sont concentrées dans les mains de quelques paysans : les unités y dépassent fréquemment 50 ha et la dimension s'accroît au fur et à mesure que l'on s'éloigne des vallées. La situation à l'écart des grandes infrastructures de transport influence les types de cultures possibles dans les coteaux et les collines et, par suite, la quantité de terre nécessaire à un ménage agricole pour vivre sur l'exploitation. Élevage et cultures fourragères sont les principales activités agricoles des coteaux situés au nord de la vallée de la Garonne et du Lot. Les surfaces toujours en herbe y sont très répandues, occupant 30 % de la SAU et donnant lieu à une exploitation sous forme de foin, complétée par des fourrages où l'orge occupe une place prépondérante. Ceci explique l'existence d'un important troupeau de bovins, environ 45 % de l'effectif départemental, part qui est encore en accroissement. Entre le Lot et la Garonne, dans les Serres de l’Agenais, on retrouve le même dualisme : céréaliculture traditionnelle, oléagineux, fourrages, prairies naturelles et terrains de parcours pour le bétail, l'élevage prenant parfois un caractère extensif. Au sud de la Garonne, le Néracais est marqué par l'association céréaliculture et oléagineux, le tournesol progressant le plus. Les cultures légumières existent dans les communes les plus proches d’Agen. La vigne se maintient à proximité de la coopérative viticole de Buzet, mais aussi en allant vers le Condomois (armagnac). Enfin entre Casteljaloux et Marmande règne la polyculture associant céréales (place importante donné au maïs), cultures spécialisées et élevage.

### Entreprises
Le département compte 27 entreprises publiant un chiffre d'affaires supérieur à 50 millions d'euros hors taxes.

### Tourisme
Tourisme rural et fluvial (200 km de voies navigables), bastides, châteaux, grottes, gastronomie, golfs, fêtes estivales.
Voie verte (piste cyclable) de 87 km le long du canal de Garonne.
Véloroute (itinéraire cycliste) le long de la vallée du Lot.
Canoë-kayak sur les différents plans d'eau du département.
Téleski nautique sur le lac du Moulineau à Damazan.

#### Les résidences secondaires
Selon le recensement général de la population du 1er janvier 2008, 5,9 % des logements disponibles dans le département étaient des résidences secondaires.
Ce tableau indique les principales communes du Lot-et-Garonne dont les résidences secondaires et occasionnelles dépassent 10 % des logements totaux en 2008 :
| Commune             | Population SDC | Nombre de logements | Résidences secondaires | Proportion de résidences secondaires |
| ------------------- | -------------- | ------------------- | ---------------------- | ------------------------------------ |
| Réaup-Lisse         | 584            | 390                 | 101                    | 25,89 %                              |
| Barbaste            | 1 488          | 943                 | 239                    | 25,33 %                              |
| Lauzun              | 753            | 509                 | 126                    | 24,70 %                              |
| Monflanquin         | 2 344          | 1 492               | 357                    | 23,93 %                              |
| Penne-d'Agenais     | 2 459          | 1 308               | 183                    | 13,99 %                              |
| Castelmoron-sur-Lot | 1 761          | 919                 | 125                    | 13,60 %                              |

## Politique
- Conseil départemental de Lot-et-Garonne
- Intercommunalités de Lot-et-Garonne
- Liste des députés de Lot-et-Garonne
- Liste des circonscriptions législatives de Lot-et-Garonne
- Liste des sénateurs de Lot-et-Garonne
- Liste des conseillers généraux de Lot-et-Garonne

## Administration
En février 2017, le président du Conseil départemental Pierre Camani (Parti socialiste) constatant la mauvaise situation financière du département affirme que l’exercice budgétaire est impossible et annonce refuser de payer cinq versements pour le Revenu de solidarité active (RSA) correspondant à une vingtaine de millions d’euros. En mai, la Chambre régionale des comptes est saisie pour se pencher sur la situation budgétaire du département. En juin, la Chambre régionale des comptes préconise une hausse d'au moins 20 % de la part départementale de la taxe foncière et plus de 5 millions d’économie.
- Liste des préfets de Lot-et-Garonne
- Arrondissements de Lot-et-Garonne
- Communes de Lot-et-Garonne
- Anciennes communes de Lot-et-Garonne

## Personnalités, Lot-et-Garonnais célèbres
- Chimène Badi, chanteuse de variété française, vit à Villeneuve-sur-Lot.
- Anthony Belleau, joueur de rugby originaire de Monflanquin
- Abdelatif Benazzi, ancien joueur de rugby, ancien capitaine de l'équipe de France de rugby à XV.
- Ludovic Boukherma, réalisateur né le 5 juin 1992 à Marmande.
- Zoran Boukherma, réalisateur né le 5 juin 1992 à Marmande.
- Francis Cabrel, auteur-compositeur-interprète, né le 23 novembre 1953 à Astaffort.
- Pierre Camani, président du Conseil général et sénateur de Lot-et-Garonne, né à Saint-Léger en 1952.
- Bernard Campan, acteur, né à Agen le 4 avril 1958, ancien membre des Inconnus.
- Marouane Chamakh, footballeur international marocain, ancien membre des Girondins de Bordeaux, né le 10 janvier 1984 à Tonneins.
- François Darlan (1881-1942) dit l'amiral Darlan, amiral et homme politique français, né à Nérac.
- Philippe Dauzon (1860-1918), député de Lot-et-Garonne (1893-1910), conseiller général d'Astaffort (1886-1918) et président du Conseil général (1899-1913).
- Marguerite Duras — nom de plume de Marguerite Donnadieu — (1914-1996), écrivaine, dramaturge, scénariste et réalisatrice ; son pseudonyme est inspiré de la commune de Duras, près de laquelle a vécu son père.
- Armand Fallières (1841-1931), homme politique, maire de Nérac, député de Lot-et-Garonne, ministre puis président de la République française.
- Albert Ferrasse, (1917-2011), ancien président de la Fédération française de rugby à XV et de la fondation qui porte son nom.
- Jean François-Poncet, sénateur de Lot-et-Garonne, président de la commission des affaires étrangères du Sénat, ancien président du conseil général.
- Françoise Garner, cantatrice à la carrière internationale, née à Nérac en 1933 ; soprano dramatique, elle a notamment enregistré l'intégrale de Norma en italien.
- Victor Griffuelhes (1874-1922, syndicaliste français né à Nérac ; il fut secrétaire général de la CGT de 1902 à 1909.
- Henri IV (1553-1610), né à Pau, séjourna à Nérac, roi de France de 1589 jusqu'à sa mort.
- Louis Lamarque (1912-1991), artiste peintre et graveur né à Aiguillon où il est inhumé.
- Aymeric Laporte, footballeur international né à Agen, évoluant en équipe nationale d'Espagne et à Al-Nassr FC.
- Georges Leygues (1857-1933), homme politique, (député, ministre de la Marine, président de la Commission des Affaires étrangères, créateur du tombeau du Soldat inconnu à Paris).
- Gérard Duvergé, (1896-1944), instituteur libertaire, militant laïque et anarchiste.
- Roger Louret, metteur en scène et comédien, né le 20 mai 1950 à Coulx.
- Léo Melliet (1843-1909), membre du conseil de la Commune de Paris, député de Lot-et-Garonne, né à Lévignac-de-Guyenne.
- Louis Godefroy, (1911-1987), militant communiste, connu pour ses faits de résistance durant la Seconde Guerre mondiale.
- Pierre Molinier, peintre et photographe, né le 13 avril 1900 à Agen, mort à Bordeaux le 3 mars 1976.
- Antonin Nompar de Caumont, premier duc de Lauzun (1692), marquis de Puyguilhem, comte de Saint-Fargeau, capitaine des Gardes du corps du Roi, colonel général des dragons, militaire et courtisan du XVIIe siècle né en 1633 à Lauzun et mort en 1723.
- Jean Nouvel, architecte de renommée mondiale, né à Fumel, le 12 août 1945.
- Bernard Palissy, céramiste du XVIe siècle né à Lacapelle-Biron.
- Philippe Petit, musicien-guitariste de jazz, auteur-compositeur, né le 23 novembre 1954 à Marmande.
- Michel Polnareff, auteur-compositeur-interprète, né à Nérac en 1944.
- Jacques Raphaël-Leygues, né en 1913, ancien conseiller de l'Union Française, commissaire principal de la Marine, député-maire de Villeneuve-sur-Lot, ancien vice-président de l'Assemblée nationale, ambassadeur de France en Côte d'Ivoire, fut président de la Société de poètes français, décédé en 1994.
- Jean-Claude Raspiengeas, journaliste et critique littéraire, né en 1958 en Lot-et-Garonne.
- Stéphane Rideau, acteur de cinéma, né le 25 juillet 1976 à Agen.
- Philippe Sella, ancien joueur de rugby, ancien membre de l'équipe de France de rugby à XV, né le 14 février 1962 à Tonneins.
- Michel Serres, philosophe et épistémologue, né le 1er octobre 1930 à Agen.
- Raymond Soucaret, sénateur d'honneur, maire de Francescas, né en 1923 à Nomdieu.
- Béatrice Uria-Monzon, mezzo-soprano, née à Agen le 28 décembre 1963, fille d'Antonio Uria Monzon.
- André Vignoles (1920-2017), artiste peintre et lithographe né à Clairac où il est inhumé.
- Naïma Charaï, femme politique, conseillère régionale de Nouvelle-Aquitaine, ancienne présidente de l'ACSE, a grandi à Fumel.
- Jean-Alban Bergonié né à Casseneuil, médecin et professeur en oncologie, fondateur de l'institut Bergonié.
- Michel Fau, acteur et metteur en scène de théâtre, né à Agen en 1964.
- Gabriel Tual, athlète français, spécialiste de 800m, né à Villeneuve-sur-Lot le 9 avril 1998
- Jean-pierre Bodis (1942-2011), historien du rugby et maître de conférences en histoire contemporaine.